# Boligvirke i 10 år
Boligvirke i 10 år er en dokumentarfilm instrueret af Jesper Tvede efter eget manuskript. 
Filmen er produceret på bestilling fra Arbejdernes Boligselskab i Gladsaxe Kommune.

## Handling
Arbejdernes Boligselskab i Gladsaxe fejrer i 1954, at de i 10 år har været med til at gøre Gladsaxe til et af hovedstadens vigtigste ekspansionsområder ved at skaffe almennyttige boliger til arbejdere. Således bor hver ottende indbygger i Gladsaxe i selskabets boliger i 1954. Mølleparken blev bygget i 1946, Højgårdsparken i 1947, Pileparken 1 og Stengårdsparken 1 i 1948, Hyrdeparken og Pileparken 2 i 1949. I 1950 kom Borreparken og Lyngparken, Tinghøjparken i 1951, Pileparken 3 og 4 samt Stationsparken i 1952. I 1953 Lykkeparken, Kongshvileparken og Stengårdsparken 2. 
Til et møde i boligselskabet diskuteres en ny bebyggelse, Skoleparken. Thorkild Hansen, selskabets stifter og første formand, leder mødet. Arbejderbo - arbejderbevægelsens organisation til fremme af almennyttigt boligbyggeri - står dog for det omfattende arbejde med at skaffe tilladelser og statslånet til byggeriet. I 1954 er der rejsegilde på Skoleparken med tale af Gladsaxes borgmester Aage Baaring Hansen (Socialdemokratiet).